# 玛丽卡·基柳斯
玛丽卡·基柳斯（德語：Marika Kilius，1943年3月24日—），德国女子花样滑冰运动员。她曾代表德国联队参加1956年、1960年和1964年冬季奥林匹克运动会花样滑冰比赛，获得二枚银牌。